# Ngân hàng Bangladesh
Ngân hàng Bangladesh (Bengali: বাংলাদেশ ব্যাংক, Bāṃlādeś Byāṃk), được thành lập vào ngày 16 tháng 12 năm 1971, là Ngân hàng Trung ương của Bangladesh. Nó hoạt động dưới quyền của chính quyền nước này và đóng vai trò như một ngân hàng trung ương cổ điển cho sự ổn định của đồng tiền Taka (đơn vị tiền tệ Bangladesh).
Ngân hàng có trụ sở tại tòa nhà ngân hàng Bangladesh, một tòa nhà chọc trời cao 115 mét trong khu kinh doanh của Dhaka. Cho tới ngày 31 tháng 3 năm 2015, ngân hàng có chi nhánh tại Motijheel, Sadarghat, Chittagong, Khulna, Bogra, Rajshahi, Sylhet, Barisal, Rangpur và Mymensingh, với số nhân viên là 5807.

## Nghi ngờ tấn công mạng trong tháng 2 năm 2016
Vào ngày 07 tháng 3 năm 2016, giới lãnh đạo của Ngân hàng Bangladesh đã cho biết, trong một hành động của tội phạm vi tính một khoản tiền lớn, được cho là 100 triệu USD, từ tài khoản của họ ở Cục Dự trữ Liên bang (Hoa Kỳ) (Fed) ở thành phố New York đã bị đánh cắp vào ngày 05 tháng 2 năm 2016. Số tiền đã được chuyển vào nhiều tài khoản khác nhau ở Philippines, chuyển tiền đến ba sòng bạc lớn, để rửa tiền ở đó và cuối cùng chuyển một phần ra nước ngoài. Một phần của số tiền này đã bị tịch thu ở Philippines. Bộ trưởng Bộ Tài chính Bangladesh Abul Maal Abdul Muhith thông báo rằng, chính phủ của ông sẽ kiện Ngân hàng Dự trữ Liên bang ra Tòa án Công lý Quốc tế. Từ nhiều báo khác nhau, tin tặc Trung Quốc bị nghi ngờ là có nhúng tay vào vụ này. Một phát ngôn viên của Fed tuyên bố rằng, theo những phát hiện của Fed không có bằng chứng của tội phạm mạng trong việc chuyển giao số tiền trên.